# IC 1034
IC 1034 је спирална галаксија у сазвјежђу Волар која се налази на листи објеката дубоког неба у Индекс каталогу.
Деклинација објекта је + 14° 39' 57" а ректасцензија 14h 37m 13,6s. Привидна величина (магнитуда) објекта IC 1034 износи 14,5 а фотографска магнитуда 15,3. IC 1034 је још познат и под ознакама CGCG 104-49, NPM1G +14.0383, IRAS 14348+1452, PGC 52244.